# Розенберг (Баден)
Розенберг (нем. Rosenberg) — община в Германии, в земле Баден-Вюртемберг.
Подчиняется административному округу Карлсруэ. Входит в состав района Неккар-Оденвальд. Население составляет 2166 человек (на 31 декабря 2010 года). Занимает площадь 40,97 км².
Коммуна подразделяется на 4 сельских округа.